# Csongrád
Csongrád (rumänska: Ciongrad, turkiska: Conğrad, serbiska: Чонград) är en stad och kommun i distriktet Csongrád i provinsen Csongrád-Csanád i södra Ungern. Staden ligger vid mynningen av floden Hármas-Körös längs med Tisza, cirka 122 kilometer sydost om Budapest. Kommunen har 15 409 invånare (2024), på en yta av 173,89 km².

## Historia
Den antika staden Csongrád ligger på den södra sidan av Alföld där floderna Tisza och Körös möter varandra. Csongrád existerade innan ungrarna började bosätta sig i staden och Stefan I inrättade en provins här och tog namnet från slottet Csongrád.

## Geografi
Stadens centrum (Kossuth) har tagit form sedan 1700-talet. Här finns bland annat skolan Batsányi János, kyrkan Nagyboldogasszony och stadshuset. I staden går det mesta i nybarock stil, och både kyrkan och stadshuset är byggda efter detta. I Szentháromságparken finns ett flertal statyer och det är även från denna platsen huvudvägen löper ut i väst.
Det finns flera affärer längs med huvudvägen bland annat ett sjukhus, hotellet Erzsébet och bostadshus. I floden Tisza i den södra delen finns även en ö, Arany-sziget.

## Kända personer från Csongrád
- Miloš Crnjanski (1893–1977), serbisk författare